# Beşdəli (Sabirabad)
Beşdəli è un comune dell'Azerbaigian situato nel distretto di Sabirabad. Conta una popolazione di 427 abitanti.